# تخت ابونصر (مجموعه تلویزیونی)
مجموعه تلویزیونی تخت ابونصر به کارگردانی مرتضی علوی است. این سریال در سال ۱۳۵۴ بر اساس داستان کوتاهی با همان نام از صادق هدایت و سناریویی از احمد شاملو به کارگردانی مرتضی علوی در تلویزیون ملی ایران ساخته شد. گروهی از بازیگران باسابقه تئاتر و تلویزیون از جمله ایرن زازیانس، رقیه چهره‌آزاد، ولی شیراندامی، محسن سهرابی و پرویز شاهین‌خو در این سریال نقش داشتند.

## داستان
داستان این مجموعه از آنجا آغاز می‌شود که عده‌ای باستان‌شناس از موزه مترپولیتن شیکاگو برای حفاری به ایران می‌آیند. پروفسور وارنر و دو نفر از دستیاران او دراین حفاری‌ها تابوتی راکشف می‌کنند که درداخل آن سردار مومیایی شده وجود دارد. وصیت نامه‌ای در کنار جسدها می‌شود. دنباله سریال پی‌جویی این وصیت است.

## بازیگران
- ایرن زازیانس
- رقیه چهره‌آزاد
- محسن سهرابی
- ولی شیراندامی
- پرویز شاهین‌خو
- جعفری

## عوامل تولید
- کارگردان: مرتضی علوی
- نویسنده: احمد شاملو (بر اساس نوشته صادق هدایت)